# Solid modeling

Die Geometrie in Solid modeling ist komplett im 3D-Raum beschrieben, Objekte können von jedem Blickpunkt aus betrachtet werden.

Solid modeling, neudeutsch: „Festkörpermodellierung“, dient der Beschreibung dreidimensionaler Festkörper mit mathematischen Methoden. Insbesondere für das Computer-aided design in der Produktentwicklung und -simulation spielt Solid modeling eine große Rolle. Eng verwandte wissenschaftliche Disziplinen sind die Computergrafik und die Geometrische Modellierung.

## Beschreibung
Die Verwendung von Solid-Modelling-Techniken ermöglicht die Automatisierung mehrerer schwieriger Konstruktionsberechnungen, die als Teil des Konstruktionsprozesses durchgeführt werden. Die Simulation, Planung und Überprüfung von Prozessen wie Bearbeitung und Montage war einer der Hauptkatalysatoren für die Entwicklung der Festkörpermodellierung. In jüngerer Zeit wurde das Spektrum der unterstützten Fertigungsanwendungen erheblich erweitert, um Blechherstellung, Spritzguss, Schweißen, Rohrführung usw. zu umfassen. Über die traditionelle Fertigung hinaus dienen Volumenmodellierungstechniken als Grundlage für Rapid Prototyping, digitale Datenarchivierung und Reverse Engineering durch Rekonstruktion von Festkörpern aus Probenpunkten auf physischen Objekten, mechanische Analyse unter Verwendung von finiten Elementen, Bewegungsplanung und NC-Pfadüberprüfung, kinematische und dynamischer Analyse von Mechanismen. Ein zentrales Problem bei all diesen Anwendungen ist die Fähigkeit, dreidimensionale Geometrie auf eine Weise effektiv darzustellen und zu manipulieren, die mit dem physikalischen Verhalten realer Artefakte konsistent ist. Die Forschung und Entwicklung im Bereich der soliden Modellierung ist viele dieser Probleme angegangen und ist nach wie vor ein zentraler Schwerpunkt der computergestützten Entwicklung.

## Historische Entwicklung
Die Geschichte von Solid modeling ist eng verbunden mit der Entwicklung des Computer-aided designs. 1982 wurde mit Romulus der erste kommerzielle Solid modeling kernel auf den Markt gebracht. Entwickler waren Ian Braid, Charles Lang und das Shape Data Team in Cambridge, England. Anbieter von CAD-Software wie Siemens und Hewlett-Packard nutzten diesen bei ihren Produkten. Heute sind bei den Solid modeling kernels vor allem ACIS der französischen Groupe Dassault und Parasolid von Siemens PLM Software zu nennen. Parasolid wurde einst von der Shape Data Ltd. entwickelt.

## Darstellung von Festkörpern
Es existieren diverse Möglichkeiten zur mathematischen Beschreibung von Festkörpern. Unter anderem können hier genannt werden:

### Boundary Representation
Bei diesem Modell wird der Festkörper durch seine begrenzenden Oberflächen beschrieben.

### Constructive Solid Geometry
Festkörper werden bei diesem Modell durch die Kombination von Objekten mithilfe der Booleschen Algebra dargestellt.